# The Black Phone
The Black Phone ist ein Horror-Thriller von Scott Derrickson, der im Juni 2022 in die Kinos kam. Der Film basiert auf der gleichnamigen Kurzgeschichte von Joe Hill.

## Handlung
Im Jahre 1978 streift ein maskierter Serien-Kindesentführer mit dem Spitznamen „Der Greifer“ durch die Straßen eines Vororts von Denver. Die Geschwister Finney und Gwen Blake leben mit ihrem missbräuchlichen, alkoholkranken Vater in der Gegend. In der Schule wird Finney häufig gemobbt. Er schließt Freundschaft mit einem Klassenkameraden, Robin, der die Mobber abwehrt.
Bruce, ein Junge aus einer anderen Schule, den Finney vom Baseballspielen kannte, wird vom Greifer entführt. Gwen verfügt über hellseherische Fähigkeiten, eine Gabe, die sie von ihrer verstorbenen Mutter geerbt hat. Schon seit geraumer Zeit haben ihr ihre Träume Hinweise auf die vermissten Kinder gegeben. Sie träumt von Bruces Entführung und sieht, dass er von einem maskierten Mann mitgenommen wurde, der einen schwarzen Lieferwagen fährt, der bis zum Dach mit schwarzen Ballons gefüllt ist. Die beiden Ermittler Wright und Miller befragen Gwen, zweifeln jedoch an ihren Aussagen.
Einige Tage später werden Robin und auch Finney entführt. Finney erwacht in einem schallisolierten Keller. An der Wand hängt ein nicht angeschlossenes schwarzes Telefon mit Wählscheibe, von dem der Greifer sagt, dass es kaputt sei. Später hört Finney das Telefon klingeln und nimmt ab. Eine Stimme, die vorgibt, Bruce zu sein, erzählt Finney von einer Bodenfliese, die er entfernen kann, um einen Fluchttunnel zu graben.
Die polizeiliche Fahndung nach Finney bleibt erfolglos. Der Greifer bringt Finney Essen und lässt die Tür zum Keller mehrmals anscheinend absichtlich unverschlossen. Finney will sich hinausschleichen, wird aber von einem anderen Jungen namens Billy am Telefon aufgehalten. Der Greifer wartet oben darauf, Finney mit einem Gürtel zu schlagen, falls er den Keller verlassen sollte. Billy weist ihn an, ein Kabel zu benutzen, das er versteckt habe, um über das vergitterte Kellerfenster herauszukommen. Doch auch die Flucht durch das Kellerfenster erweist sich als erfolglos. Gwen träumt davon, wie Billy entführt wird, und erzählt ihrem Vater davon.
Die beiden Ermittler Wright und Miller sprechen mit einem exzentrischen Mann namens Max, der sich mit seinem Bruder in der Gegend aufhält. Es wird offenbart, dass Finney ohne sein Wissen in Max’ Keller festgehalten wird und der Greifer dessen Bruder ist. Nach einem aufgeregten Wortwechsel mit dem Greifer, bei dem er Finneys Ehrlichkeit auf die Probe stellt, tut er so, als hätte er Finney gehen lassen. Finney telefoniert mit einem anderen seiner Opfer, Griffin. Griffin verrät Finney eine Kombination für ein Schloss und informiert ihn, dass der Greifer gerade eingeschlafen ist. Finney nutzt diese Gelegenheit, schleicht sich nach oben und schließt die Tür auf, aber der Hund des Greifers warnt ihn vor Finneys Flucht. Finney flieht die Straße entlang, wird aber wieder vom Greifer eingefangen.
Verzweifelt über seinen gescheiterten Fluchtversuch geht Finney ans Telefon, um ein weiteres Opfer zu hören, einen Punk namens Vance, vor dem Finney Angst hatte. Vance informiert Finney über einen angrenzenden Lagerraum, durch den er entkommen könnte, wenn er ein Loch in die Wand bricht und durch den Gefrierschrank auf der anderen Seite der Wand hinausgeht. Finney durchbricht die Wand mithilfe eines schweren Toilettenspülkastendeckels und kriecht durch die Rückseite in den Gefrierschrank, nur um festzustellen, dass die Tür des Gefrierschranks verschlossen ist. Das Telefon klingelt noch einmal mit Robin am Ende der Leitung. Er tröstet Finney und ermutigt ihn, endlich aufzustehen und für sich selbst zu kämpfen. Er weist Finney an, den Telefonhörer zu entfernen, ihn mit Erde zu befüllen um ihn als Waffe zu verwenden.
Gwen träumt von Vances Entführung und sieht dabei das Haus des Greifers. Sie findet schließlich das Haus und kontaktiert Wright und Miller. Max erkennt, dass Finney im Haus festgehalten wird, und eilt in den Keller, um ihn zu befreien, aber sein Bruder tötet ihn mit einer Axt. Die Polizei eilt zu dem Haus, das Gwen gefunden hat, stellt aber fest, dass es unbewohnt und leer ist. Im Keller finden sie mehrere begrabene Leichen von Opfern des Greifers, nicht jedoch Finney.
Währenddessen bedroht der Greifer Finney mit der Axt, der aber schafft es, den Greifer mit dem Kabel, welches für den Fluchtversuch aus dem Fenster genutzt wurde, zu Fall zu bringen, was dazu führt, dass er in den Fluchttunnel fällt, den Finney gegraben hat, wo der Greifer sich am Fuß verletzt. Die Geister verspotten den Greifer über den Telefonhörer, und Finney kann den Greifer mit dem Telefonkabel erdrosseln. Finney lenkt den Wachhund mit Fleisch aus dem Gefrierschrank ab und entkommt mit der erlernten Fahrradschlosskombination aus dem Haus. Finney verlässt das Haus gegenüber des leerstehenden Hauses, wo er auf Gwen trifft und die Polizei zum Grundstück eilt. Die Geschwister trösten sich gegenseitig, als ihr Vater ankommt und sich unter Tränen für sein Verhalten entschuldigt. Zurück in der Schule nimmt Finney neben seinem Schwarm im Unterricht selbstbewusst Platz.

## Produktion
Der Film basiert auf der Kurzgeschichte The Black Phone von Joe Hill, dem Sohn von Stephen King, aus dem Jahr 2004, die von Scott Derrickson und C. Robert Cargill adaptiert wurde. Derrickson, vor allem bekannt für seine Horrorfilme Hellraiser V – Inferno, Der Exorzismus von Emily Rose und Sinister, führte auch Regie.
Ethan Hawke spielt den maskierten Kindesentführer mit dem Spitznamen „Der Greifer“. Der Kinderdarsteller Mason Thames spielt Finney Shaw, Madeleine McGraw seine Schwester Gwen und Jeremy Davies ihren gewalttätigen und alkoholkranken Vater. James Ransone, der wie Hawke bereits in Derricksons Film Sinister mitwirkte, aber auch in dessen Nachfolger, spielt Max, einen Drogensüchtigen, in dessen Haus Finney festgehalten wird. In weiteren Rollen sind E. Roger Mitchell, J. Gaven Wilde, Gina Jun, Robert Fortunato und Braxton Alexander zu sehen.
Der Greifer versteckt sein Gesicht hinter einer Art Kabuki-Maske mit Teufelshörnern. Derrickson wollte für Hawke eine Maske haben, durch die man seine Gesichtszüge und seine ausdrucksstarken Augen sehen kann. Er holte den Maskenbildner Tom Savini ins Boot, der beim Design half. Die untere Hälfte der Grabber-Maske wurde so gestaltet, dass sie ausgewechselt werden kann und so einmal ganz ohne Mund auskommt und einmal ein bedrohliches Grinsen zeigt.
Die Dreharbeiten fanden im Februar und März 2021 in Wilmington in North Carolina statt. Als Kameramann fungierte Brett Jutkiewicz.
Die Filmmusik komponierte Mark Korven, der zuletzt unter anderem mit Robert Eggers für Der Leuchtturm und The Witch zusammenarbeitete. Das Soundtrack-Album mit insgesamt 16 Musikstücken soll am 24. Juni 2022 von Back Lot Music als Download veröffentlicht werden.
Die Premiere des Films erfolgte am 25. September 2021 beim Fantastic Fest. Im Mai 2022 wurde er beim The Overlook Film Festival und im Juni 2022 beim Tribeca Film Festival gezeigt. Der Kinostart in Deutschland und in der Deutschschweiz war am 23. Juni 2022 und in den USA am darauffolgenden Tag. Am 8. Januar 2024 wurde der Film in das Programm von Prime Video aufgenommen.

## Rezeption

### Altersfreigabe
In den USA erhielt der Film von der MPAA ein R-Rating, was einer Freigabe ab 17 Jahren entspricht. In Deutschland wurde der Film von der FSK ab 16 Jahren freigegeben. In der Freigabebegründung heißt es, der Film weise einen genretypischen Spannungsaufbau auf, und im Laufe der düsteren Handlung komme es zu plötzlichen Schockmomenten und Darstellungen drastischer Gewalt. Ebenso herausfordernd sei die häusliche Gewalt, die teils derbe Sprache und die Darstellung von Drogenkonsum. Da diese Elemente jedoch nicht befürwortend dargestellt werden und auch die Gewalt nie zelebriert wird, seien 16-Jährige in der Lage, diese Aspekte zu verarbeiten.

### Kritiken und Einspielergebnis
Die bei Rotten Tomatoes aufgeführten Kritiken fielen zu 82 Prozent positiv aus. Auf Metacritic erhielt der Film einen Metascore von 65 von 100 möglichen Punkten.

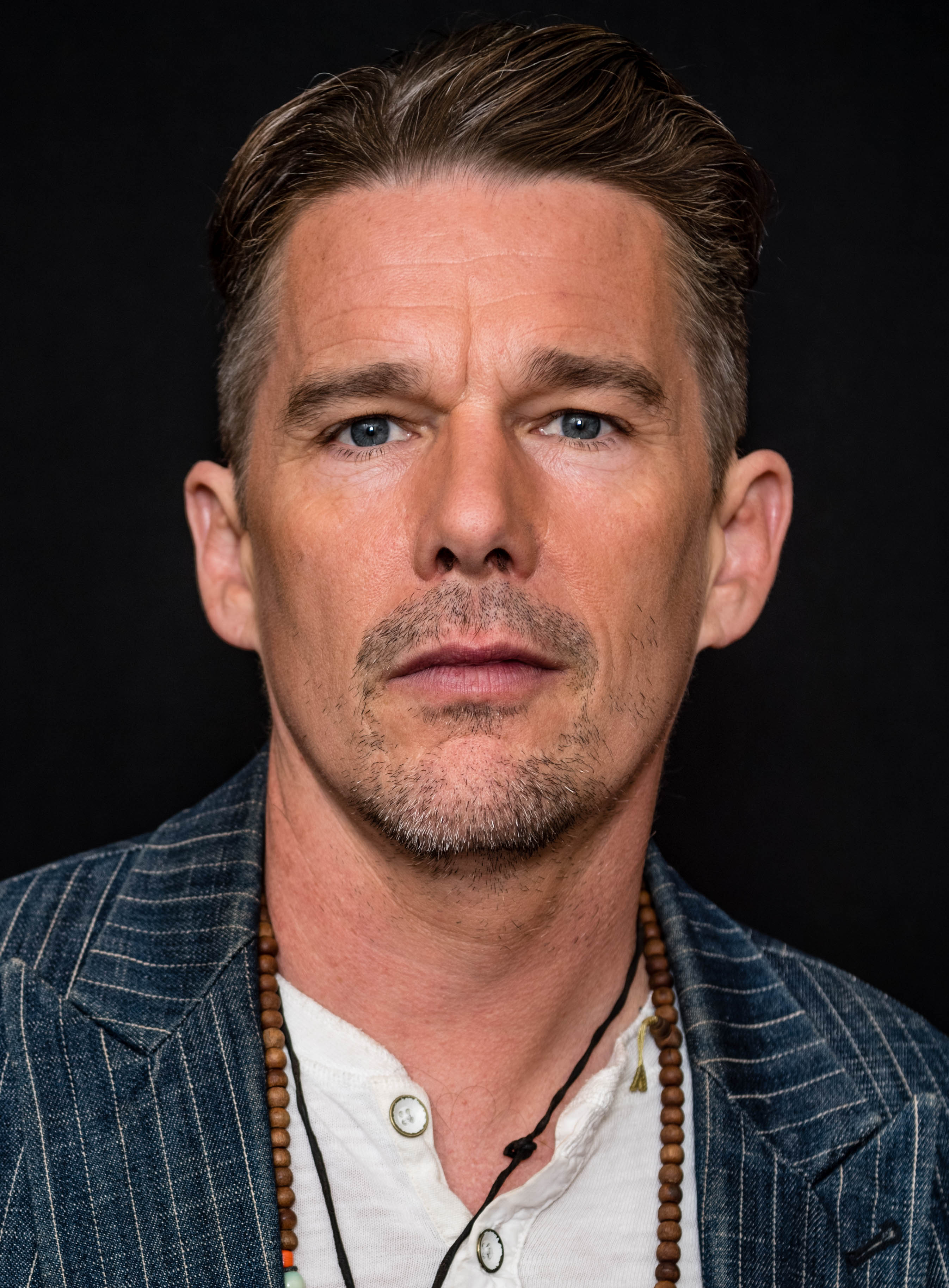
Ethan Hawke spielt den Grabber

Eric Vespe von Slash Film schreibt, dieser Film lebe oder sterbe mit der Leistung seiner beiden Hauptdarsteller. Der eine, der Bösewicht, ein maskentragender Psychopath, werde von Ethan Hawke perfekt und mit großem Genuss und Hingabe gespielt. Mason Thames spiele Finney in der zweiten Hauptrolle mit dem nötigen Selbstvertrauen und einem Realitätssinn, den es braucht, um das übernatürliche Zeug nach Hause zu bringen, komme auch nicht frühreif oder „acty“ rüber, was den ganzen Film auseinanderbrechen und den Schrecken nicht funktionieren lassen würde. The Black Phone sei vollständiger und effektiver als Scott Derricksons vorheriger Horrorfilm Sinister und die erste Spielfilmadaption eines Werkes von Joe Hill, die Lust auf weitere Verfilmungen von dessen Arbeiten mache.
Die weltweiten Einnahmen des Films aus Kinovorführungen belaufen sich auf 161,4 Millionen US-Dollar. In Deutschland verzeichnete der Film 244.153 Besucher.

### Auszeichnungen
Critics’ Choice Super Awards 2023
- Nominierung als Bester Horrorfilm
- Nominierung als Bester Schauspieler in einem Horrorfilm (Ethan Hawke)[25]

Fangoria Chainsaw Awards 2023
- Nominierung als Bester Kinofilm
- Nominierung für das Beste Drehbuch (Scott Derrickson & C. Robert Cargill)
- Nominierung als Bester Nebendarsteller (Ethan Hawke)
- Nominierung als Beste Nebendarstellerin (Madeleine McGraw)[26]

Hollywood Critics Association Awards 2023
- Nominierung als Bester Horrorfilm[27]

Hollywood Music In Media Awards 2022
- Nominierung für die Beste Filmmusik – Horrorfilm (Mark Korven)[28]

Saturn-Award-Verleihung 2022
- Auszeichnung als Bester Horrorfilm
- Nominierung für das Beste Drehbuch (Scott Derrickson und C. Robert Cargill)
- Nominierung als Bester Nebendarsteller (Ethan Hawke)
- Nominierung als Beste Nachwuchsschauspielerin (Madeleine McGraw)
- Nominierung als Bester Nachwuchsschauspieler (Mason Thames)

## Synchronisation
Die deutsche Synchronisation entstand nach einem Dialogbuch und der Dialogregie von Sven Hasper im Auftrag der Iyuno-SDI Group Germany GmbH, Berlin.
| Darsteller           | Synchronsprecher  | Rolle                |
| -------------------- | ----------------- | -------------------- |
| Mason Thames         | Tom Raczko        | Finney Blake         |
| Madeleine McGraw     | Anni C. Salander  | Gwen Blake           |
| Ethan Hawke          | Frank Schaff      | Albert / Der Greifer |
| Jeremy Davies        | Sven Gerhardt     | Terrence Blake       |
| Jacob Moran          | Carlos Fanselow   | Billy                |
| Tristan Pravong      | Nicolas Rathod    | Bruce                |
| Troy Rudeseal        | Dirc Simpson      | Detective Miller     |
| E. Roger Mitchell    | Sven Brieger      | Detective Wright     |
| Rebecca Clarke       | Betty Förster     | Donna                |
| Michael Banks Repeta | Derya Flechtner   | Griffin              |
| James Ransone        | Marius Clarén     | Max Shaw             |
| Parrish Stikeleather | Sven Hasper       | Mr. Hopkins          |
| Miguel Cazarez Mora  | Sebastian Fitzner | Robin                |
| Brady Hepner         | Tom Ferenc        | Vance                |

## Fortsetzung
Die Fortsetzung Black Phone 2 soll am 17. Oktober 2025 in die US-amerikanischen Kinos kommen.